# All of Bach

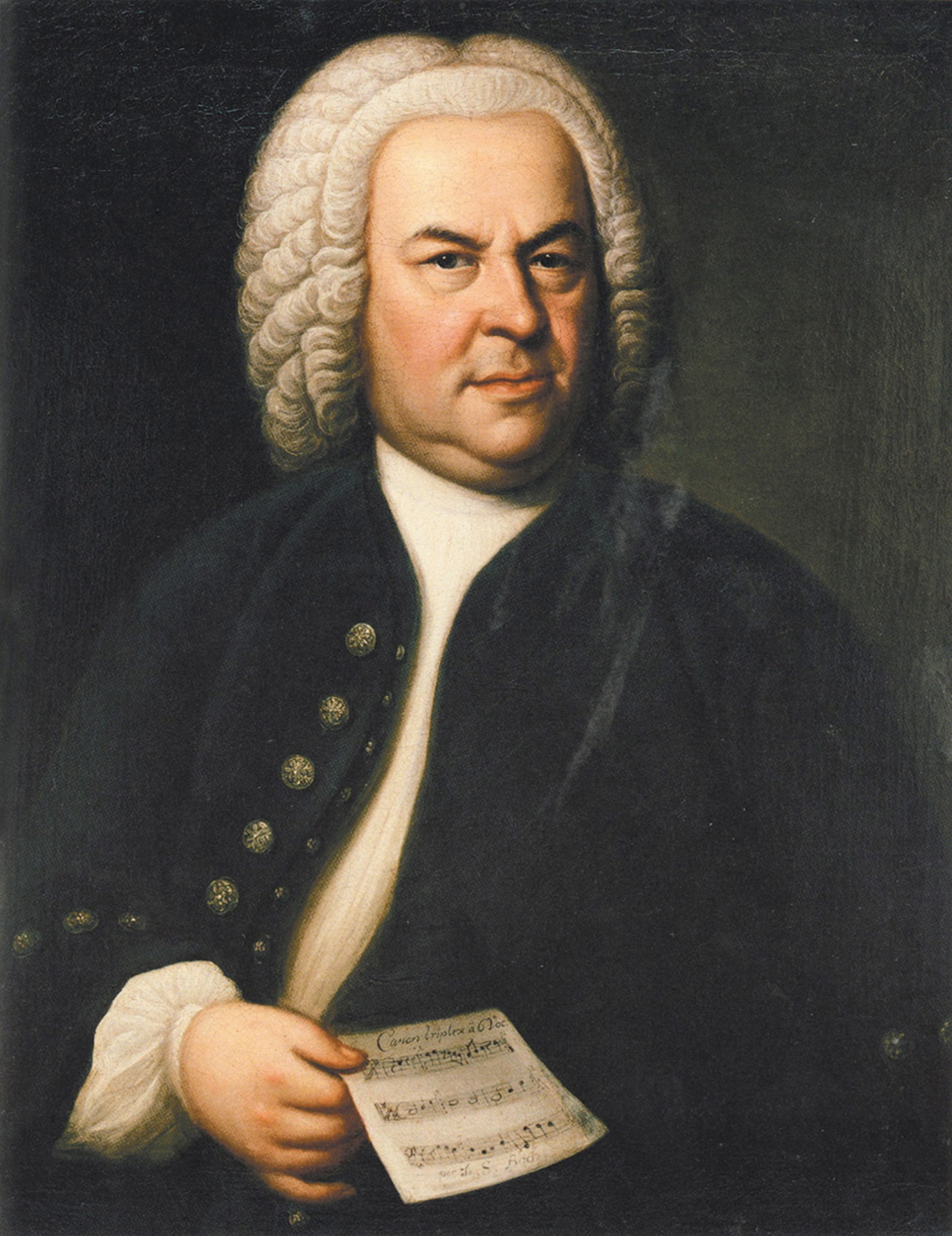
Johann Sebastian Bach

All of Bach is een project van de Nederlandse Bachvereniging dat het uitvoeren en opnemen van alle 1080 werken van Johann Sebastian Bach tot doel heeft. De videoregistraties (in HD kwaliteit) worden op de website van het project gepubliceerd. Voor het bekijken en beluisteren van de opnamen is geen registratie nodig, de video's zijn direct toegankelijk. De eerste opnamen werden op 2 mei 2014 beschikbaar gesteld. De beoogde deadline van 2021 is niet gehaald. Het is niet duidelijk wanneer alle stukken van Bach gepubliceerd zullen zijn op de site. Aanvankelijk (aan het begin van het project) werd er iedere week vrijdag een nieuw werk online geplaatst. Na een tijdje veranderde dit: tegenwoordig wordt er om de twee weken op donderdag (ook dit is veranderd: het was eerst om de twee weken vrijdag) een nieuw stuk gepubliceerd. Op de donderdagen waarop geen nieuw stuk wordt gepubliceerd wordt er een reeds gepubliceerd stuk uitgelicht. De werken worden uitgevoerd door de Nederlandse Bachvereniging en gastmusici.

## Uitgevoerde werken
Onderstaande tabel geeft een overzicht van een groot deel van de uitgevoerde werken. De tabel is niet volledig bijgewerkt. De eerste kolom met BWV nummers bevat links naar de uitvoeringen op de website van het All of Bach project. De tweede kolom linkt bij enkele werken naar het Wikipedia artikel over het betreffende werk.
In de kolom 'Bezetting' geven bij werken met solo zang de letters S, A, T en B (respectievelijk sopraan, alt, tenor en bas) aan welke solo zangstemmen gebruikt worden.

### Cantates (BWV 1-224)
Deze reeks opnames omvat ook BWV 248/1, BWV 1045 en BWV 1127.
BWV 191 is opgenomen bij de Latijnse kerkmuziek. BWV 118 is opgenomen bij de Motetten.
| BWV       | Titel                                                          | Bezetting                 | Uitvoerende(n)                                                                                 | Locatie                                | Speelduur | Datum opname   | Datum publicatie |
| --------- | -------------------------------------------------------------- | ------------------------- | ---------------------------------------------------------------------------------------------- | -------------------------------------- | --------- | -------------- | ---------------- |
| BWV 6     | Bleib bei uns, denn es will Abend werden                       | SATB, koor en orkest      | Nederlandse Bachvereniging o.l.v. Jos van Veldhoven                                            | Waalse Kerk, Amsterdam                 | 19:05     | 11 feb 2018    | 08 jun 2018      |
| BWV 8     | Liebster Gott, wenn werd ich sterben                           | SATB, koor, orkest        | Nederlandse Bachvereniging o.l.v. Shunske Sato                                                 | Grote Kerk, Naarden                    | duur      | 30 May 2023    | 23 May 2024      |
| BWV 10    | Meine Seel erhebt den Herren                                   | SATB, koor, orkest        | Nederlandse Bachvereniging o.l.v. Marcus Creed                                                 | Grote Kerk, Naarden                    | 19:28     | 13 dec 2018    | 23 dec 2021      |
| BWV 13    | Meine Seufzer, meine Tränen                                    | SATB, orkest              | Nederlandse Bachvereniging o.l.v. Shunske Sato                                                 | Waalse Kerk, Amsterdam                 | 19:49     | 27 aug 2021    | 21 mrt 2024      |
| BWV 18    | Gleichwie der Regen und Schnee vom Himmel fällt                | SATB, orkest              | Nederlandse Bachvereniging o.l.v. Shunske Sato                                                 | Groote Kerk, Maassluis                 | 14:20     | 21 sep 2019    | 5 mrt 2020       |
| BWV 21    | Ich hatte viel Bekümmernis                                     | SATB, koor, orkest        | Nederlandse Bachvereniging o.l.v. Shunske Sato                                                 | TivoliVredenburg, Utrecht              | 39:04     | 22 apr 2021    | 2 dec 2021       |
| BWV 22    | Jesus nahm zu sich die Zwölfe                                  | SATB, koor, orkest        | Nederlandse Bachvereniging o.l.v. Sigiswald Kuijken                                            | Waalse Kerk, Amsterdam                 | 16:55     | 23 apr 2016    | 29 jul 2016      |
| BWV 23    | Du wahrer Gott und Davids Sohn                                 | SATB, koor, orkest        | Nederlandse Bachvereniging o.l.v. Sigiswald Kuijken                                            | Waalse Kerk, Amsterdam                 | 19:32     | 23 apr 2016    | 11 nov 2016      |
| BWV 29    | Wir danken dir, Gott, wir danken dir                           | SATB, koor, orgel, orkest | Nederlandse Bachvereniging o.l.v. Jos van Veldhoven                                            | Martinikerk, Groningen                 | 25:01     | 15 mrt 2014    | 1 aug 2014       |
| BWV 32    | Liebster Jesu, mein Verlangen                                  | SATB en orkest            | Nederlandse Bachvereniging o.l.v. Jos van Veldhoven                                            | Martinikerk, Groningen                 | 22:13     | 26 sep 2015    | 29 jan 2016      |
| BWV 34    | O ewiges Feuer, o Ursprung der Liebe                           | SATB, koor en orkest      | Nederlandse Bachvereniging o.l.v. Jos van Veldhoven                                            | Waalse Kerk, Amsterdam                 | 17:02     | 13 mei 2017    | 18 mei 2018      |
| BWV 35    | Geist und Seele wird verwirret                                 | Alt, orgel en orkest      | Maarten Engeltjes, Leo van Doeselaar en de Nederlandse Bachvereniging o.l.v. Jos van Veldhoven | Martinikerk, Groningen                 | 27:29     | 26 sep 2015    | 6 mei 2016       |
| BWV 36    | Schwingt freudig euch empor                                    | SATB, koor, orkest        | Nederlandse Bachvereniging o.l.v. Jos van Veldhoven                                            | Waalse Kerk, Amsterdam                 | 30:58     | 30 nov 2013    | 13 jun 2014      |
| BWV 40    | Darzu ist erschienen der Sohn Gottes                           | ATB, Koor en orkest       | De Nederlandse Bachvereniging o.l.v. Hans-Christoph Rademann                                   | Grote Kerk, Harlingen                  | 15:46     | 23 jan 2016    | 21 dec 2018      |
| BWV 42    | Am Abend aber desselbigen Sabbats                              | SATB en orkest            | Nederlandse Bachvereniging o.l.v. Jos van Veldhoven                                            | Waalse Kerk, Amsterdam                 | 28:25     | 22 okt 2016    | 21 apr 2017      |
| BWV 44    | Sie werden euch in den Bann tun                                | SATB, koor, orkest        | Nederlandse Bachvereniging o.l.v. Jos van Veldhoven                                            | Waalse Kerk, Amsterdam                 | 19:21     | 10 feb 2018    | 16 apr 2020      |
| BWV 45    | Es ist dir gesagt, Mensch, was gut ist                         | ATB, koor, orkest         | Nederlandse Bachvereniging o.l.v. Hans-Christoph Rademann                                      | Grote Kerk Veere                       | 18:18     | 9 mrt 2023     | 18 jan 2024      |
| BWV 48    | Ich elender Mensch, wer wird mich erlösen                      | AT, koor, orkest          | Nederlandse Bachvereniging o.l.v. Shunske Sato                                                 | Waalse Kerk, Amsterdam                 | 18:12     | 27 mei 2021    | 2 feb 2023       |
| BWV 49    | Ich geh und suche mit Verlangen                                | SB, orkest                | Nederlandse Bachvereniging o.l.v. Shunske Sato                                                 | Waalse Kerk, Amsterdam                 | 25:19     | 26 August 2021 | 3 March 2022     |
| BWV 50    | Nun ist das Heil und die Kraft                                 | Twee koren en orkest      | Nederlandse Bachvereniging o.l.v. Jos van Veldhoven                                            | Martinikerk, Groningen                 | 04:08     | 5 okt 2013     | 3 okt 2014       |
| BWV 50R   | Nun ist das Heil und die Kraft                                 | Koor en orkest            | Nederlandse Bachvereniging o.l.v. Jos van Veldhoven                                            | Martinikerk, Groningen                 | 04:17     | 5 okt 2013     | 14 jul 2022      |
| BWV 51    | Jauchzet Gott in allen Landen                                  | Sopraan en orkest         | Nederlandse Bachvereniging o.l.v. Jos van Veldhoven                                            | Grote Kerk, Naarden                    | 17:49     | 17 dec 2015    | 5 mei 2017       |
| BWV 54    | Widerstehe doch der Sünde                                      | Alt en orkest             | Maarten Engeltjes (Countertenor) en Nederlandse Bachvereniging o.l.v. Lars Ulrik Mortensen     | Geertekerk, Utrecht                    | 10:50     | 1 feb 2014     | 4 jul 2014       |
| BWV 55    | Ich armer Mensch, ich Sündenknecht                             | Tenor, koor en orkest     | Thomas Hobbs en de Nederlandse Bachvereniging o.l.v. Jos van Veldhoven                         | Waalse Kerk, Amsterdam                 | 13:35     | 22 okt 2016    | 15 sep 2017      |
| BWV 56    | Ich will den Kreuzstab gerne tragen                            | SATB en orkest            | Nederlandse Bachvereniging o.l.v. Fabio Bonizzoni                                              | Waalse Kerk, Amsterdam                 | 19:41     | 17 jan 2015    | 1 mei 2015       |
| BWV 57    | Selig ist der Mann                                             | SB en orkest              | Nederlandse Bachvereniging o.l.v. Fabio Bonizzoni                                              | Waalse Kerk, Amsterdam                 | 24:05     | 17 jan 2015    | 10 jul 2015      |
| BWV 58    | Ach Gott, wie manches Herzeleid                                | SA en orkest              | Nederlandse Bachvereniging o.l.v. Jos van Veldhoven                                            | Martinikerk, Groningen                 | 14:03     | 26 sep 2015    | 20 jan 2017      |
| BWV 60    | O Ewigkeit, du Donnerwort                                      | ATB, orkest               | Nederlandse Bachvereniging o.l.v. Shunske Sato                                                 | Waalse Kerk, Amsterdam                 | 16:14     | 26 aug 2021    | 24 nov 2022      |
| BWV 61    | Nun komm, der Heiden Heiland                                   | STB, koor, orkest         | Nederlandse Bachvereniging o.l.v. Jos van Veldhoven                                            | Waalse Kerk, Amsterdam                 | 16:25     | 30 nov 2013    | 2 mei 2014       |
| BWV 62    | Nun komm, der Heiden Heiland                                   | SATB, koor en orkest      | Nederlandse Bachvereniging o.l.v. Jos van Veldhoven                                            | Waalse Kerk, Amsterdam                 | 19:07     | 30 nov 2013    | 5 dec 2014       |
| BWV 63    | Christen, ätzet diesen Tag                                     | SATB, koor, orkest        | Nederlandse Bachvereniging o.l.v. Marcus Creed                                                 | Grote Kerk, Naarden                    | 28:00     | 13 dec 2018    | 26 dec 2019      |
| BWV 65    | Sie werden aus Saba alle kommen                                | TB, Koor en orkest        | De Nederlandse Bachvereniging o.l.v. Hans-Christoph Rademann                                   | Grote Kerk, Harlingen                  | 16:48     | 23 jan 2016    | 6 jan 2017       |
| BWV 67    | Halt im Gedächtnis Jesum Christ                                | ATB, koor en orkest       | Nederlandse Bachvereniging o.l.v. Jos van Veldhoven                                            | Grote Kerk, Naarden                    | 13:44     | 11 okt 2014    | 23 jan 2015      |
| BWV 69    | Lobe den Herrn, meine Seele (Ratswahlkantate)                  | SATB, koor en orkest      | Nederlandse Bachvereniging o.l.v. Peter Dijkstra                                               | Waalse Kerk, Amsterdam                 | 20:20     | 18 feb 2017    | 16 feb 2018      |
| BWV 75    | Die Elenden sollen essen                                       | SATB, koor, orkest        | Nederlandse Bachvereniging o.l.v. Sigiswald Kuijken                                            | Waalse Kerk, Amsterdam                 | 30:33     | 23 apr 2016    | 10 feb 2017      |
| BWV 78    | Jesu, der du meine Seele                                       | SATB, koor, orkest        | Nederlandse Bachvereniging o.l.v. Jos van Veldhoven                                            | Waalse Kerk, Amsterdam                 | 24:33     | 10 feb 2018    | 5 sep 2019       |
| BWV 80    | Ein feste Burg ist unser Gott                                  | SATB, koor, orkest        | Nederlandse Bachvereniging o.l.v. Shunske Sato                                                 | Philarmonie, Haarlem                   | 23:53     | 21 jun 2022    | 2 mrt 2023       |
| BWV 81    | Jesus schläft, was soll ich hoffen                             | SATB en orkest            | Nederlandse Bachvereniging o.l.v. Shunske Sato                                                 | Waalse Kerk, Amsterdam                 | 16:53     | 21 jan 2017    | 27 okt 2017      |
| BWV 82    | Ich habe genung                                                | Bas en orkest             | Thomas Bauer en Nederlandse Bachvereniging o.l.v. Lars Ulrik Mortensen                         | Geertekerk, Utrecht                    | 21:14     | 1 feb 2014     | 2 mei 2014       |
| BWV 83    | Erfreute Zeit im neuen Bunde                                   | ATB, koor en orkest       | Nederlandse Bachvereniging o.l.v. Shunske Sato                                                 | Waalse Kerk, Amsterdam                 | 17:55     | 21 jan 2017    | 2 feb 2018       |
| BWV 84    | Ich bin vergnügt mit meinem Glücke                             | S en orkest               | Maria Keohane en de Nederlandse Bachvereniging o.l.v. Fabio Bonizzoni                          | Waalse Kerk, Amsterdam                 | 15:25     | 17 jan 2015    | 14 aug 2015      |
| BWV 86    | Wahrlich, wahrlich, ich sage euch                              | SATB, koor en orkest      | Nederlandse Bachvereniging o.l.v. Shunske Sato                                                 | Waalse Kerk, Amsterdam                 | 14:54     | 21 jan 2017    | 07 sep 2018      |
| BWV 97    | In allen meinen Taten                                          | SATB, koor, orkest        | Nederlandse Bachvereniging o.l.v. Shunske Sato                                                 | Philharmonie, Haarlem                  | 26:33     | 20 jun 2022    | 4 mei 2023       |
| BWV 99    | Was Gott tut, das ist wohlgetan                                | SATB, koor en orkest      | Nederlandse Bachvereniging o.l.v. Jos van Veldhoven                                            | Grote Kerk, Naarden                    | 17:56     | 7 feb 2015     | 4 sep 2015       |
| BWV 100   | Was Gott tut, das ist wohlgetan (koraalcantate)                | SATB, koor en orkest      | Nederlandse Bachvereniging o.l.v. Jos van Veldhoven                                            | Grote Kerk, Naarden                    | 21:49     | 7 feb 2015     | 8 jan 2016       |
| BWV 102   | Herr, deine Augen sehen nach dem Glauben                       | ATB, koor en orkest       | Nederlandse Bachvereniging o.l.v. Jos van Veldhoven                                            | Grote Kerk, Naarden                    | 23:48     | 11 okt 2014    | 22 mei 2015      |
| BWV 103   | Ihr werdet weinen und heulen                                   | AT, koor, orkest          | Nederlandse Bachvereniging o.l.v. Shunske Sato                                                 | Waalse Kerk, Amsterdam                 | 16:41     | 28 mei 2021    | 22 juni 2023     |
| BWV 104   | Du Hirte Israel, höre                                          | TB, koor, orkest          | Nederlandse Bachvereniging o.l.v. Jos van Veldhoven                                            | Waalse Kerk, Amsterdam                 | 18:07     | 10 feb 2018    | 1 okt 2020       |
| BWV 105   | Herr, gehe nicht ins Gericht                                   | SATB, koor en orkest      | Nederlandse Bachvereniging o.l.v. Jos van Veldhoven                                            | Waalse Kerk, Amsterdam                 | 22:42     | 10 feb 2018    | 14 jun 2019      |
| BWV 106   | Gottes Zeit ist die allerbeste Zeit (Actus Tragicus)           | SATB, koor en orkest      | Nederlandse Bachvereniging o.l.v. Jos van Veldhoven                                            | Oostkerk, Middelburg                   | 20:51     | 16 mei 2015    | 4 mrt 2016       |
| BWV 109   | Ich glaube, lieber Herr, hilf meinem Unglauben                 | AT, koor, orkest          | Nederlandse Bachvereniging o.l.v. Shunske Sato                                                 | Waalse Kerk, Amsterdam                 | 23:02     | 28 mei 2021    | 21 jul 2022      |
| BWV 110   | Unser Mund sei voll Lachens                                    | SATB, koor en orkest      | Nederlandse Bachvereniging o.l.v. Jos van Veldhoven                                            | Grote Kerk, Naarden                    | 24:30     | 17 dec 2015    | 25 dec 2016      |
| BWV 117   | Sei Lob und Ehr dem höchsten Gut                               | ATB, koor, orkest         | Nederlandse Bachvereniging o.l.v. Shunske Sato                                                 | PHIL, Haarlem                          | 22:33     | 21 jun 2022    | 8 feb 2024       |
| BWV 119   | Preise, Jerusalem, den Herrn (Ratswahlkantate)                 | SATB, koor en orkest      | Nederlandse Bachvereniging o.l.v. Peter Dijkstra                                               | Waalse Kerk, Amsterdam                 | 23:53     | 18 feb 2017    | 19 jan 2018      |
| BWV 120   | Gott, man lobet dich in der Stille                             | SATB, koor, orkest        | Nederlandse Bachvereniging o.l.v. Jos van Veldhoven                                            | Martinikerk, Groningen                 | 22:33     | 15 mrt 2014    | 17 okt 2014      |
| BWV 127   | Herr Jesu Christ, wahr’ Mensch und Gott                        | STB, koor, orkest         | Nederlandse Bachvereniging o.l.v. Hans-Christoph Rademann                                      | Grote Kerk, Veere                      | 18:11     | 10 mrt 2023    | 25 apr 2024      |
| BWV 130   | Herr Gott, Dich loben alle wir                                 | SATB, koor, orkest        | Nederlandse Bachvereniging o.l.v. Jos van Veldhoven                                            | Martinikerk, Groningen                 | 16:33     | 5 okt 2013     | 2 mei 2014       |
| BWV 131   | Aus der Tiefen rufe ich, Herr, zu dir                          | SATB, koor en orkest      | Nederlandse Bachvereniging o.l.v. Jos van Veldhoven                                            | Oostkerk, Middelburg                   | 23:01     | 16 mei 2015    | 03 jun 2016      |
| BWV 132   | Bereitet die Wege, bereitet die Bahn                           | SATB en orkest            | Nederlandse Bachvereniging o.l.v. Alfredo Bernardini                                           | Waalse Kerk, Amsterdam                 | 18:27     | 7 jun 2014     | 19 dec 2014      |
| BWV 135   | Ach Herr, mich armen Sünder                                    | ATB, koor, orkest         | Nederlandse Bachvereniging o.l.v. Shunske Sato                                                 | TivoliVredenburg, Utrecht              | 17:49     | 22 apr 2021    | 19 mei 2022      |
| BWV 137   | Lobe den Herren, den mächtigen König der Ehren (koraalcantate) | SATB, koor en orkest      | Nederlandse Bachvereniging o.l.v. Peter Dijkstra                                               | Waalse Kerk, Amsterdam                 | 14:26     | 18 feb 2017    | 1 dec 2017       |
| BWV 140   | Wachet auf, ruft uns die Stimme                                | SATB, koor en orkest      | Nederlandse Bachvereniging o.l.v. Jos van Veldhoven                                            | Waalse Kerk, Amsterdam                 | 28:57     | 11 feb 2018    | 08 mrt 2019      |
| BWV 144   | Nimm, was dein ist, und gehe hin                               | SATB, koor en orkest      | Nederlandse Bachvereniging o.l.v. Jos van Veldhoven                                            | Grote Kerk, Naarden                    | 13:41     | 7 feb 2015     | 30 okt 2015      |
| BWV 146   | Wir müssen durch viel Trübsal in das Reich Gottes eingehen     | SATB, koor, orkest        | Nederlandse Bachvereniging o.l.v. Jos van Veldhoven                                            | Martinikerk, Groningen                 | 39:14     | 5 okt 2013     | 23 mei 2014      |
| BWV 147   | Herz und Mund und Tat und Leben                                | SATB, koor, orkest        | Nederlandse Bachvereniging o.l.v. Marcus Creed                                                 | Grote Kerk, Naarden                    | 30:18     | 13 dec 2018    | 24 dec 2020      |
| BWV 150   | Nach dir, Herr, verlanget mich                                 | SATB en orkest            | Nederlandse Bachvereniging o.l.v. Shunske Sato                                                 | Groote Kerk, Maassluis                 | 14:03     | 21 sep 2019    | 3 sep 2020       |
| BWV 151   | Süßer Trost, mein Jesus kömmt                                  | SATB, koor en orkest      | Nederlandse Bachvereniging o.l.v. Jos van Veldhoven                                            | Grote Kerk, Naarden                    | 18:39     | 17 dec 2015    | 22 dec 2017      |
| BWV 155   | Mein Gott, wie lang, ach lange                                 | SATB, orkest              | Nederlandse Bachvereniging o.l.v. Shunske Sato                                                 | Groote Kerk, Maassluis                 | 12:04     | 21 sep 2019    | 5 jan 2022       |
| BWV 156   | Ich steh mit einem Fuss im Grabe                               | ATB, koor, orkest         | Nederlandse Bachvereniging o.l.v. Lars Ulrik Mortensen                                         | Geertekerk, Utrecht                    | 13:05     | 1 feb 2014     | 26 sep 2014      |
| BWV 158   | Der Friede sei mit dir                                         | SB Koor en orkest         | Matthew Brook en de Nederlandse Bachvereniging o.l.v. Hans-Christoph Rademann                  | Grote Kerk, Harlingen                  | 12:21     | 23 jan 2016    | 1 jul 2016       |
| BWV 159   | Sehet, wir gehn hinauf gen Jerusalem                           | SATB, koor en orkest      | Nederlandse Bachvereniging o.l.v. Jos van Veldhoven                                            | Waalse Kerk, Amsterdam                 | 14:23     | 22 okt 2016    | 14 jul 2017      |
| BWV 168   | Tue Rechnung! Donnerwort                                       | SATB, orkest              | Nederlandse Bachvereniging o.l.v. Shunske Sato                                                 | Waalse Kerk, Amsterdam                 | 14:27     | 27 aug 2021    | 10 aug 2023      |
| BWV 170   | Vergnügte Ruh, beliebte Seelenlust                             | Alt en orkest             | Nederlandse Bachvereniging o.l.v. Jos van Veldhoven                                            | Waalse Kerk, Amsterdam                 | 22:35     | 22 okt 2016    | 3 mrt 2017       |
| BWV 185   | Barmherziges Herze der ewigen Liebe                            | SATB en orkest            | Nederlandse Bachvereniging o.l.v. Alfredo Bernardini                                           | Waalse Kerk, Amsterdam                 | 14:13     | 7 jun 2014     | 20 feb 2015      |
| BWV 196   | Der Herr denket an uns                                         | SATB, koor en orkest      | Nederlandse Bachvereniging o.l.v. Jos van Veldhoven                                            | Oostkerk, Middelburg                   | 12:20     | 16 mei 2015    | 4 dec 2015       |
| BWV 198   | Laβ, Fürstin, laβ noch einen Strahl (Trauerode)                | SATB, koor, orkest        | Nederlandse Bachvereniging o.l.v. Václav Luks                                                  | Grote Kerk, Naarden                    | 31:27     | 7 mrt 2020     | 4 mrt 2021       |
| BWV 199   | Mein Herze schwimmt in Blut                                    | Sopraan en orkest         | Nederlandse Bachvereniging o.l.v. Alfredo Bernardini                                           | Waalse Kerk, Amsterdam                 | 23:59     | 7 jun 2014     | 31 okt 2014      |
| BWV 202   | Weichet nur, betrübte Schatten                                 | S, orkest                 | Nederlandse Bachvereniging o.l.v. Sayuri Yamagata                                              | Grote Kerk, Naarden                    | 20:36     | 10 sep 2022    | 2 nov 2023       |
| BWV 203   | Amore traditore                                                | B, klavecimbel            | Mattijs van de Woerd en Siebe Henstra                                                          | Radio Kootwijk, Apeldoorn              | 13:48     | 16 mei 2019    | 22 jul 2021      |
| BWV 206   | Schleicht, spielende Wellen, und murmelt gelinde               | SATB, koor, orkest        | Nederlandse Bachvereniging o.l.v. Jos van Veldhoven                                            | Paushuize, Utrecht                     | 40:48     | 10 jun 2016    | 23 sep 2016      |
| BWV 207a  | Auf, schmetternde Töne der muntern Trompeten                   | SATB, koor, orkest        | Nederlandse Bachvereniging o.l.v. Jos van Veldhoven                                            | Paushuize, Utrecht                     | 33:38     | 10 jun 2016    | 26 apr 2019      |
| BWV 211   | Schweigt stille, plaudert nicht (Kaffeekantate)                | STB, orkest               | Nederlandse Bachvereniging o.l.v. Shunske Sato                                                 | Radio Kootwijk, Apeldoorn              | 27:54     | 16 mei 2019    | 17 okt 2019      |
| BWV 248/1 | Jauchzet, frohlocket, auf, preiset die Tage                    | SATB, koor, orkest        | Nederlandse Bachvereniging o.l.v. Shunske Sato                                                 | Muziekcentrum van de Omroep, Hilversum | 25:40     | 3 jan 2023     | 14 dec 2023      |
| BWV 1045  | Sinfonia in D groot                                            | Viool, orkest             | Nederlandse Bachvereniging o.l.v. Shunske Sato                                                 | Waalse Kerk, Amsterdam                 | 06:24     | 13 mei 2017    | 9 mrt 2018       |
| BWV 1127  | Alles mit Gott und nichts ohn' ihn                             | S, orkest                 | Nederlandse Bachvereniging o.l.v. Hans-Christoph Rademann                                      | Grote Kerk Veere                       | 11:17     | 9 mrt 2023     | 7 mrt 2024       |

### Motetten (BWV 118, 225-231, anhang 159)
| BWV          | Titel                                  | Bezetting            | Uitvoerende(n)                                         | Locatie                | Speelduur | Datum opname | Datum publicatie |
| ------------ | -------------------------------------- | -------------------- | ------------------------------------------------------ | ---------------------- | --------- | ------------ | ---------------- |
| BWV 118      | O Jesu Christ, meins Lebens Licht      | Koor en orkest       | Nederlandse Bachvereniging o.l.v. Shunske Sato         | Waalse Kerk, Amsterdam | 08:20     | 27 mei 2021  | 20 okt 2022      |
| BWV 225      | Singet dem Herrn ein neues Lied        | Twee koren en orkest | Nederlandse Bachvereniging o.l.v. Stephan MacLeod      | Grote Kerk, Naarden    | 15:21     | 14 mei 2016  | 1 jan 2017       |
| BWV 226      | Der Geist hilft unsrer Schwachheit auf | Koor en orkest       | Nederlandse Bachvereniging o.l.v. Stephan MacLeod      | Grote Kerk, Naarden    | 07:13     | 14 mei 2016  | 26 mei 2017      |
| BWV 227      | Jesu, meine Freude                     | Koor en orgel        | Nederlandse Bachvereniging o.l.v. Christoph Prégardien | Grote Kerk, Naarden    | 20:09     | 28 feb 2019  | 14 mei 2020      |
| BWV 228      | Fürchte dich nicht, ich bin bei dir    | Koor en orkest       | Nederlandse Bachvereniging o.l.v. Stephan MacLeod      | Grote Kerk, Naarden    | 07:13     | 14 mei 2016  | 2 dec 2016       |
| BWV 229      | Komm, Jesu, komm, mein Leib ist müde   | Koor en orkest       | Nederlandse Bachvereniging o.l.v. Stephan MacLeod      | Grote Kerk, Naarden    | 07:42     | 14 mei 2016  | 30 jun 2017      |
| BWV 230      | Lobet den Herrn                        | Koor en orgel        | Nederlandse Bachvereniging o.l.v. Christoph Prégardien | Grote Kerk, Alkmaar    | 07:03     | 28 feb 2019  | 15 okt 2020      |
| BWV 231      | Sei Lob und Preis mit Ehren            | Koor en orgel        | Nederlandse Bachvereniging o.l.v. Jos van Veldhoven    | Martinikerk, Groningen | 05:44     | 15 mrt 2014  | 14 nov 2014      |
| BWV Anh. 159 | Ich lasse dich nicht                   | Koor en orkest       | Nederlandse Bachvereniging o.l.v. Stephan MacLeod      | Grote Kerk, Naarden    | 05:09     | 14 mei 2016  | 24 feb 2017      |

### Latijnse kerkmuziek
| BWV     | Titel                                              | Bezetting             | Uitvoerende(n)                                               | Locatie                | Speelduur | Datum opname | Datum publicatie |
| ------- | -------------------------------------------------- | --------------------- | ------------------------------------------------------------ | ---------------------- | --------- | ------------ | ---------------- |
| BWV 191 | Gloria in excelsis Deo                             | SSATB, koor en orkest | Nederlandse Bachvereniging o.l.v. Jos van Veldhoven          | Grote Kerk, Naarden    | 14:39     | 17 dec 2015  | 9 dec 2016       |
| BWV 232 | Mis in b klein, 'Hohe Messe'                       | SSATB, koor en orkest | Nederlandse Bachvereniging o.l.v. Jos van Veldhoven          | Grote Kerk, Naarden    | 01:48:42  | 15 dec 2016  | 9 jun 2017       |
| BWV 233 | Mis in F groot                                     | SAB, Koor en orkest   | De Nederlandse Bachvereniging o.l.v. Hans-Christoph Rademann | Grote Kerk, Harlingen  | 26:37     | 23 jan 2016  | 21 okt 2016      |
| BWV 235 | Mis in g klein                                     | ATB, orkest           | Nederlandse Bachvereniging o.l.v. Jos van Veldhoven          | Grote Kerk, Naarden    | 28:06     | 11 okt 2014  | 10 apr 2015      |
| BWV 238 | Sanctus in D groot                                 | SATB, koor en orkest  | Nederlandse Bachvereniging o.l.v. Jos van Veldhoven          | Waalse Kerk, Amsterdam | 02:53     | 11 feb 2018  | 30 nov 2018      |
| BWV 242 | Christe eleison in g klein (Kyrie, Christe, Kyrie) | SATB, koor en orkest  | Nederlandse Bachvereniging o.l.v. Jos van Veldhoven          | Waalse Kerk, Amsterdam | 05:27     | 10 feb 2018  | 2 apr 2020       |
| BWV 243 | Magnificat                                         | SSATB, koor, orkest   | Nederlandse Bachvereniging o.l.v. Jos van Veldhoven          | Grote Kerk, Naarden    | 28:37     | 2 mei 2014   | 12 sep 2014      |

### Koralen (BWV 121, 250-438, 469)
| BWV       | Titel                                   | Bezetting                                 | Uitvoerende(n)                                         | Locatie                | Speelduur | Datum opname | Datum publicatie |
| --------- | --------------------------------------- | ----------------------------------------- | ------------------------------------------------------ | ---------------------- | --------- | ------------ | ---------------- |
| BWV 121-1 | Christum wir sollen loben schon         | S                                         | Viola Blache                                           | Philharmonie, Haarlem  | 04:46     | 4 jun 2021   | 22 dec 2022      |
| BWV 282   | Christus, der ist mein Leben            | SATB, theorbe                             | Nederlandse Bachvereniging                             | Grote Kerk, Naarden    | 01:56     | 7 mrt 2020   | 10 dec 2020      |
| BWV 324   | Meine Seele erhebet den Herrn           | SATB, cello, klavecimbel, orgel           | Young Bach fellows van de Nederlandse Bachvereniging   | Waalse Kerk, Amsterdam | 02:20     | 11 mei 2021  | 14 apr 2022      |
| BWV 335   | Herr Jesu Christ, meins Lebens Licht    | SATB, theorbe                             | Nederlandse Bachvereniging                             | Grote Kerk, Naarden    | 02:08     | 7 mrt 2020   | 10 nov 2022      |
| BWV 345   | Ich bin ja, Herr, in deiner Macht       | Koor, orgel                               | Nederlandse Bachvereniging o.l.v. Christoph Prégardien | Grote Kerk, Alkmaar    | 01:31     | 28 feb 2019  | 23 jan 2020      |
| BWV 354   | Jesu, der du meine Seele                | Koor, orgel                               | Nederlandse Bachvereniging o.l.v. Christoph Prégardien | Grote Kerk, Alkmaar    | 01:23     | 28 feb 2019  | 6 jan 2022       |
| BWV 358   | Jesu, meine Freude                      | Koor, orgel                               | Nederlandse Bachvereniging o.l.v. Christoph Prégardien | Grote Kerk, Alkmaar    | 01:35     | 28 feb 2019  | 19 sep 2019      |
| BWV 392   | Nun ruhen alle Wälder                   | SATB, cello, traverso, klavecimbel, orgel | Young Bach fellows van de Nederlandse Bachvereniging   | Waalse Kerk, Amsterdam | 03:01     | 11 mei 2021  | 6 jul 2023       |
| BWV 400   | O Herzensangst, o Bangigkeit und Zagen! | SATB, cello, klavecimbel, orgel           | Young Bach fellows van de Nederlandse Bachvereniging   | Waalse Kerk, Amsterdam | 02:30     | 11 mei 2021  | 24 aug 2023      |
| BWV 404   | O Traurigkeit, o Herzeleid              | Koor, orgel                               | Nederlandse Bachvereniging o.l.v. Christoph Prégardien | Grote Kerk, Alkmaar    | 01:08     | 28 feb 2019  | 01 apr 2021      |
| BWV 430   | Wenn mein Stündlein vorhanden ist       | SATB, cello, traverso, klavecimbel, orgel | Young Bach fellows van de Nederlandse Bachvereniging   | Waalse Kerk, Amsterdam | 03:22     | 11 mei 2021  | 16 feb 2023      |
| BWV 436   | Wie schön leuchtet der Morgenstern      | SATB, theorbe                             | Nederlandse Bachvereniging                             | Grote Kerk, Naarden    | 03:06     | 7 mrt 2020   | 7 dec 2023       |
| BWV 469   | Ich steh an deiner Krippen hier         | S, viola da gamba, theorbe                | Viola Blache, Mieneke van der Velden, Mike Fentross    | Philharmonie, Haarlem  | 03:50     | 4 jun 2021   | 4 jan 2024       |

### Andere werken (BWV 225-1128)
| BWV         | Titel                                                                    | Soort werk                      | Bezetting                                    | Uitvoerende(n)                                                                                        | Locatie                                        | Speelduur | Datum opname     | Datum publicatie  |
| ----------- | ------------------------------------------------------------------------ | ------------------------------- | -------------------------------------------- | --- | ---------------------------------------------- | --------- | ---------------- | ----------------- |
| BWV 848     | Das Wohltemperirte Clavier I nr. 3 in Cis groot                          | Klavierwerk                     | Klavecimbel                                  | Patrick Ayrton                                                                                        | Culles-les-Roches, Frankrijk                   | 04:43     | 16 apr 2018      | 26 jul 2019       |
|             | Geen nieuwe publicatie                                                   |                                 |                                              | |                                                |           |                  | 19 jul 2019       |
| BWV 1052r   | Vioolconcert in d klein                                                  | Concert                         | Viool en orkest                              | Shunske Sato                                                                                          | Rijksmuseum, Amsterdam                         | 21:55     | 11 mei 2018      | 12 jul 2019       |
|             | Geen nieuwe publicatie                                                   |                                 |                                              | |                                                |           |                  | 5 jul 2019        |
| BWV 862     | Das Wohltemperirte Clavier I nr. 17 in As groot                          | Klavierwerk                     | Klavecimbel                                  | Olivier Fortin                                                                                        | Suin, Frankrijk                                | 04:47     | 17 apr 2018      | 28 jun 2019       |
|             | Geen nieuwe publicatie                                                   |                                 |                                              | |                                                |           |                  | 21 jun 2019       |
|             | Geen nieuwe publicatie                                                   |                                 |                                              | |                                                |           |                  | 7 jun 2019        |
| BWV 500     | So gehst du nun, mein Jesu, hin                                          | Lied                            | Tenor, viola da gamba, theorbe, orgel        | Charles Daniels, Mieneke van der Velden, Fred Jacobs, Menno van Delft                                 | Huis Bartolotti, Amsterdam                     | 04:47     | 12 mei 2018      | 31 mei 2019       |
|             | Geen nieuwe publicatie                                                   |                                 |                                              | |                                                |           |                  | 24 mei 2019       |
| BWV 1068    | Orkestsuite nr. 3 in D groot                                             | Orkestwerk                      | Orkest                                       | De Nederlandse Bachvereniging o.l.v. Lars Ulrik Mortensen                                             | Muziekgebouw aan 't IJ, Amsterdam              | 17:51     | 15 okt 2017      | 17 mei 2019       |
|             | Geen nieuwe publicatie                                                   |                                 |                                              | |                                                |           |                  | 10 mei 2019       |
| BWV 863     | Das Wohltemperirte Clavier I nr. 18 in gis klein                         | Klavierwerk                     | Klavecimbel                                  | Korneel Bernolet                                                                                      | Aalter, België                                 | 03:43     | 21 mei 2018      | 03 mei 2019       |
| BWV 249     | Kommt, eilet und laufet (Oster-Oratorium)                                | Oratorium                       | SATB, koor en orkest                         | Nederlandse Bachvereniging o.l.v. Jos van Veldhoven                                                   | Waalse Kerk, Amsterdam                         | 41:26     | 13 mei 2017      | 21 apr 2019       |
| BWV 865     | Das Wohltemperirte Clavier I nr. 20 in a klein                           | Klavierwerk                     | Klavecimbel                                  | Olga Pashchenko                                                                                       | Utrecht, Nederland                             | 06:36     | 4 maart 2018     | 05 apr 2019       |
|             | Geen nieuwe publicatie                                                   |                                 |                                              | |                                                |           |                  | 29 mar 2019       |
| BWV 547     | Prelude en fuga in C groot                                               | Orgelwerk                       | Orgel                                        | Leo van Doeselaar                                                                                     | Waalse Kerk, Amsterdam                         | 10:04     | 10 feb 2018      | 22 mrt 2019       |
|             | Geen nieuwe publicatie                                                   |                                 |                                              | |                                                |           |                  | 15 mar 2019       |
|             | Geen nieuwe publicatie                                                   |                                 |                                              | |                                                |           |                  | 01 mar 2019       |
| BWV 896     | Prelude en fuga in A groot                                               | Klavierwerk                     | Klavecimbel                                  | Christian Rieger                                                                                      | Keulen                                         | 03:32     | 20 apr 2017      | 22 feb 2019       |
|             | Geen nieuwe publicatie                                                   |                                 |                                              | |                                                |           |                  | 15 feb 2019       |
| BWV 1063    | Concert voor drie klavecimbels in d klein                                | Orkestwerk (concert)            | 3 klavecimbels en orkest                     | Lars Ulrik Mortensen, Siebe Henstra, Menno van Delft en leden van de Nederlandse Bachvereniging       | Muziekgebouw aan 't IJ, Amsterdam              | 13:38     | 15 okt 2017      | 8 feb 2019        |
|             | Geen nieuwe publicatie                                                   |                                 |                                              | |                                                |           |                  | 01 feb 2019       |
| BWV 299     | Dir, dir Jehova, will ich singen                                         | Lied                            | Tenor, viola da gamba, klavecimbel, theorbe  | Charles Daniels, Mieneke van der Velden, Menno van Delft, Fred Jacobs                                 | Huis Bartolotti, Amsterdam                     | 05:30     | 12 mei 2018      | 25 jan 2019       |
|             | Geen nieuwe publicatie                                                   |                                 |                                              | |                                                |           |                  | 18 jan 2019       |
| BWV 914     | Toccata in e klein                                                       | Klavierwerk                     | Klavecimbel                                  | Bart Jacobs                                                                                           | Eikevliet, België                              | 08:23     | 23 mrt 2017      | 11 jan 2019       |
|             | Geen nieuwe publicatie                                                   |                                 |                                              | |                                                |           |                  | 04 jan 2019       |
| BWV 702     | Fughetta: Daß Jesulein soll doch mein Trost                              | Orgelwerk                       | Orgel                                        | Bart Jacobs                                                                                           | Sint-Bavokerk, Haarlem                         | 02:31     | 22 sep 2016      | 28 dec 2018       |
|             | Geen nieuwe publicatie                                                   |                                 |                                              | |                                                |           |                  | 14 dec 2018       |
|             | Geen nieuwe publicatie                                                   |                                 |                                              | |                                                |           |                  | 7 dec 2018        |
|             | Geen nieuwe publicatie                                                   |                                 |                                              | |                                                |           |                  | 23 nov 2018       |
| BWV 989     | Aria variata alla maniera italiana                                       | Klavierwerk                     | Klavecimbel                                  | Lars Ulrik Mortensen                                                                                  | Huis Bartolotti, Amsterdam                     | 18:03     | 14 okt 2017      | 16 nov 2018       |
|             | Geen nieuwe publicatie                                                   |                                 |                                              | |                                                |           |                  | 9 nov 2018        |
| BWV 508     | Bist du bei mir                                                          | Lied                            | Tenor, orgel, theorbe                        | Charles Daniels, Menno van Delft, Fred Jacobs                                                         | Huis Bartolotti, Amsterdam                     | 02:42     | 12 mei 2018      | 2 nov 2018        |
|             | Geen nieuwe publicatie                                                   |                                 |                                              | |                                                |           |                  | 26 okt 2018       |
| BWV 1008    | Cellosuite nr. 2 in d klein                                              | Kamermuziek                     | Cello                                        | Steuart Pincombe                                                                                      | Het Concertgebouw, Amsterdam                   | 21:58     | 12 feb 2018      | 19 okt 2018       |
|             | Geen nieuwe publicatie                                                   |                                 |                                              | |                                                |           |                  | 12 okt 2018       |
| BWV 859     | Das Wohltemperirte Clavier I nr. 14 in fis klein                         | Klavierwerk                     | Klavecimbel                                  | Jacques Ogg                                                                                           | Bunde, Nederland                               | 04:50     | 10 mrt 2018      | 05 okt 2018       |
|             | Geen nieuwe publicatie                                                   |                                 |                                              | |                                                |           |                  | 28 sep 2018       |
| BWV 1050    | 'Brandenburgs' concert nr. 5 in D groot                                  | Orkestwerk (Concert)            | Orkest                                       | Nederlandse Bachvereniging o.l.v. Shunske Sato                                                        | Rijksmuseum, Amsterdam                         | 20:47     | 11 mei 2018      | 21 sep 2018       |
|             | Geen nieuwe publicatie                                                   |                                 |                                              | |                                                |           |                  | 14 sep 2018       |
|             | Geen publicatie i.v.m. de zomer                                          |                                 |                                              | |                                                |           |                  | 31 aug 2018       |
|             | Geen publicatie i.v.m. de zomer                                          |                                 |                                              | |                                                |           |                  | 24 aug 2018       |
|             | Geen publicatie i.v.m. de zomer                                          |                                 |                                              | |                                                |           |                  | 17 aug 2018       |
|             | Geen publicatie i.v.m. de zomer                                          |                                 |                                              | |                                                |           |                  | 10 aug 2018       |
|             | Geen publicatie i.v.m. de zomer                                          |                                 |                                              | |                                                |           |                  | 03 aug 2018       |
|             | Geen publicatie i.v.m. de zomer                                          |                                 |                                              | |                                                |           |                  | 27 jul 2018       |
|             | Geen publicatie i.v.m. de zomer                                          |                                 |                                              | |                                                |           |                  | 20 jul 2018       |
|             | Geen publicatie i.v.m. de zomer                                          |                                 |                                              | |                                                |           |                  | 13 jul 2018       |
|             | Geen publicatie i.v.m. de zomer                                          |                                 |                                              | |                                                |           |                  | 06 jul 2018       |
|             | Geen publicatie i.v.m. de zomer                                          |                                 |                                              | |                                                |           |                  | 29 jun 2018       |
| BWV 1064    | Concert voor drie klavecimbels in C groot                                | Orkestwerk (concert)            | 3 klavecimbels en orkest                     | Siebe Henstra, Menno van Delft, Lars Ulrik Mortensen en leden van de Nederlandse Bachvereniging       | Muziekgebouw aan 't IJ, Amsterdam              | 15:49     | 15 okt 2017      | 22 jun 2018       |
| BWV 816     | ‘Franse’ suite nr. 5 in G groot                                          | Klavierwerk                     | Klavecimbel                                  | Francesco Corti                                                                                       | Het Huis Bartolotti, Amsterdam                 | 16:52     | 28 jan 2017      | 15 jun 2018       |
| BWV 823     | Suite in f klein                                                         | Klavierwerk                     | Klavecimbel                                  | Ketil Haugsand                                                                                        | Keulen, Duitsland                              | 07:18     | 28 feb 2017      | 01 jun 2018       |
| BWV 904     | Fantasie en fuga in a klein                                              | Klavierwerk                     | Klavecimbel                                  | Francesco Corti                                                                                       | Muziekgebouw aan 't IJ, Amsterdam              | 08:32     | 3 feb 2017       | 25 mei 2018       |
| BWV 866     | Das Wohltemperirte Clavier I nr. 21 in Bes groot                         | Klavierwerk                     | Klavecimbel                                  | Bart Naessens                                                                                         | Brugge, België                                 | 03:53     | 22 mrt 2017      | 11 mei 2018       |
|             | Geen publicatie i.v.m. Nationale Dodenherdenking                         |                                 |                                              | |                                                |           |                  | 11 mei 2018       |
| BWV 1069    | Orkestsuite nr. 4 in D groot                                             | Orkestwerk                      | Orkest                                       | Thomas Bauer en de Nederlandse Bachvereniging o.l.v. Lars Ulrik Mortensen                             | Muziekgebouw aan 't IJ, Amsterdam              | 16:56     | 15 okt 2017      | 27 apr 2018       |
| BWV 1009    | Cellosuite nr. 3 in C groot                                              | Kamermuziek                     | Cello                                        | Reinier Wink                                                                                          | The Loft, Amsterdam                            | 20:35     | 8 okt 2017       | 20 apr 2018       |
| BWV 912     | Toccata in D groot                                                       | Klavierwerk                     | Klavecimbel                                  | Bertrand Cuiller                                                                                      | Het Huis Bartolotti, Amsterdam                 | 11:22     | 27 mei 2017      | 13 apr 2018       |
| BWV 629     | Erschienen ist der herrliche Tag                                         | Orgelwerk                       | Orgel                                        | Bart Jacobs                                                                                           | Sint-Bavokerk, Haarlem                         | 00:57     | 22 sep 2016      | 6 apr 2018        |
| BWV 860     | Das Wohltemperirte Clavier I nr. 15 in G groot                           | Klavierwerk                     | Klavecimbel                                  | Ketil Haugsand                                                                                        | Keulen, Duitsland                              | 04:20     | 28 feb 2017      | 30 mrt 2018       |
| BWV 245     | Johannes-Passion                                                         | Passie                          | SATB, koor en orkest                         | Nederlandse Bachvereniging o.l.v. Jos van Veldhoven                                                   | Grote Kerk, Naarden                            | 01:53:11  | 11 mrt 2017      | 23 mrt 2018       |
| BWV 1056    | Klavecimbelconcert in f klein                                            | Orkestwerk (concert)            | Klavecimbel en orkest                        | Siebe Henstra en de Nederlandse Bachvereniging                                                        | Muziekgebouw aan 't IJ, Amsterdam              | 09:38     | 3 feb 2017       | 16 mrt 2018       |
| BWV 1045    | Sinfonia in D groot                                                      | Cantate (cantatedeel)           | Viool en orkest                              | Nederlandse Bachvereniging o.l.v. Shunske Sato                                                        | Waalse Kerk, Amsterdam                         | 06:23     | 13 mei 2017      | 9 mrt 2018        |
| BWV 917     | Fantasia in g klein                                                      | Klavierwerk                     | Klavecimbel                                  | Bertrand Cuiller                                                                                      | Het Huis Bartolotti, Amsterdam                 | 02:42     | 27 mei 2017      | 2 mrt 2018        |
| BWV 1011    | Cellosuite nr. 5 in c klein                                              | Kamermuziek                     | Cello                                        | Hidemi Suzuki                                                                                         | Koninklijk Instituut voor de Tropen, Amsterdam | 24:18     | 25 aug 2017      | 23 feb 2018       |
| BWV 853     | Das Wohltemperirte Clavier I nr. 8 in es klein                           | Klavierwerk                     | Klavecimbel                                  | Bart Jacobs                                                                                           | Eikevliet, België                              | 08:25     | 23 mrt 2017      | 9 feb 2018        |
| BWV 808     | ‘Engelse’ suite nr. 3 in g klein                                         | Klavierwerk                     | Klavecimbel                                  | Pierre Hantaï                                                                                         | Het Huis Bartolotti, Amsterdam                 | 20:22     | 10 dec 2016      | 26 jan 2018       |
| BWV 733     | Fuga sopra il Magnificat                                                 | Orgelwerk (koraalbewerking)     | Orgel                                        | Matthias Havinga                                                                                      | St.-Bavokerk, Haarlem                          | 05:17     | 21 sep 2016      | 12 jan 2018       |
| BWV 988     | Aria mit 30 Veränderungen 'Goldbergvariaties'                            | Klavierwerk                     | Klavecimbel                                  | Jean Rondeau                                                                                          | Concertgebouw, Brugge                          | 01:34:09  | 6 jun 2017       | 5 jan 2018        |
| BWV 614     | Das alte Jahr vergangen ist                                              | Orgelwerk                       | Orgel                                        | Bart Jacobs                                                                                           | St.-Bavokerk, Haarlem                          | 02:48     | 22 sep 2016      | 29 dec 2017       |
| BWV 807     | ‘Engelse’ suite nr. 2 in a klein                                         | Klavierwerk                     | Klavecimbel                                  | Bertrand Cuiller                                                                                      | Het Huis Bartolotti, Amsterdam                 | 22:08     | 27 mei 2017      | 15 dec 2017       |
| BWV 1092    | Herr gott, nun schleuss den Himmel auf                                   | Orgelwerk (koraalbewerking)     | Orgel                                        | Bart Jacobs                                                                                           | St.-Bavokerk, Haarlem                          | 02:31     | 22 sep 2016      | 8 dec 2017        |
| BWV 1012    | Cellosuite nr. 6 in D groot                                              | kamermuziek (solowerk)          | Violoncello da spalla                        | Sergey Malov                                                                                          | Gashouder, Westergasfabriek, Amsterdam         | 23:44     | 4 nov 2016       | 24 nov 2017       |
| BWV 650     | Kommst du nun, Jesu, von Himmel herunter                                 | Orgelwerk (koraalbewerking)     | Orgel                                        | Bart Jacobs                                                                                           | St.-Bavokerk, Haarlem                          | 01:11     | 22 sep 2016      | 17 nov 2017       |
| BWV 854     | Das Wohltemperirte Clavier I nr. 9 in E groot                            | Klavierwerk                     | Klavecimbel                                  | Christian Rieger                                                                                      | Keulen                                         | 03:24     | 20 apr 2017      | 10 nov 2017       |
| BWV 1055    | Concert in A groot                                                       | Orkestwerk concert)             | Klavecimbel en orkest                        | Francesco Corti en de Nederlandse Bachvereniging                                                      | Muziekgebouw aan 't IJ, Amsterdam              | 12:30     | 3 feb 2017       | 3 nov 2017        |
| BWV 624     | Hilf Gott, dass mir's gelinge                                            | Orgelwerk (koraalbewerking)     | Orgel                                        | Bart Jacobs                                                                                           | St.-Bavokerk, Haarlem                          | 01:28     | 22 sep 2016      | 20 okt 2017       |
| BWV 812     | ‘Franse’ suite nr. 1 in d klein                                          | Klavierwerk                     | Klavecimbel                                  | Francesco Corti                                                                                       | Het Huis Bartolotti, Amsterdam                 | 15:21     | 28 jan 2017      | 13 okt 2017       |
| BWV 1043    | Concert voor twee violen in d klein                                      | Orkestwerk (dubbelconcert)      | Twee violen en orkest                        | Shunske Sato en Emily Deans                                                                           | Muziekgebouw aan 't IJ, Amsterdam              | 14:37     | 7 oktober 2016   | 6 oktober 2017    |
| BWV 607     | Von Himmel kam der Engel schar                                           | Orgelwerk (koraalbewerking)     | Orgel                                        | Bart Jacobs                                                                                           | St.-Bavokerk, Haarlem                          | 04:55     | 22 sep 2016      | 29 sep 2017       |
| BWV 961     | Fughetta in c klein                                                      | Klavierwerk                     | Klavecimbel                                  | Ursula Dütschler                                                                                      | Muiden                                         | 01:48     | 19 apr 2017      | 22 september 2017 |
| BWV 1114    | Herr Jesu Christ, du höchstes Gut                                        | Orgelwerk (koraalbewerking)     | Orgel                                        | Bart Jacobs                                                                                           | St.-Bavokerk, Haarlem                          | 03:57     | 22 sep 2016      | 8 sep 2017        |
| BWV 1048    | 'Brandenburgs' concert nr. 3 in G groot                                  | Orkestwerk                      | Orkest                                       | Nederlandse Bachvereniging o.l.v. Shunske Sato                                                        | Muziekgebouw aan 't IJ, Amsterdam              | 11:19     | 7 okt 2016       | 1 sep 2017        |
| BWV 856     | Das Wohltemperirte Clavier I nr. 11 in F groot                           | Klavierwerk                     | Klavecimbel                                  | Ursula Dütschler                                                                                      | Muiden                                         | 03:05     | 19 april 2017    | 28 jul 2017       |
| BWV 598     | Pedal-Exercitium                                                         | Orgelwerk                       | Orgel                                        | Matthias Havinga                                                                                      | St.-Bavokerk, Haarlem                          | 02:22     | 21 sep 2016      | 21 jul 2017       |
| BWV 957     | Fuga in G groot / Machs mit mir, Gott, nach deiner Güt                   | Orgelwerk (koraalbewerking)     | Orgel                                        | Bart Jacobs                                                                                           | St.-Bavokerk, Haarlem                          | 01:56     | 22 sep 2016      | 4 aug 2017        |
| BWV 550     | Prelude en fuga in G groot                                               | Orgelwerk                       | Orgel                                        | Matthias Havinga                                                                                      | St.-Bavokerk, Haarlem                          | 06:46     | 21 sep 2016      | 25 aug 2017       |
| BWV 714     | Ach, Gott und Herr                                                       | Orgelwerk (koraalbewerking)     | Orgel                                        | Bart Jacobs                                                                                           | St.-Bavokerk, Haarlem                          | 03:59     | 22 sep 2016      | 18 aug 2017       |
| BWV 814     | ‘Franse’ suite nr. 3 in b klein                                          | Klavierwerk                     | Klavecimbel                                  | Pierre Hantaï                                                                                         | Het Huis Bartolotti, Amsterdam                 | 16:14     | 10 dec 2016      | 11 aug 2017       |
| BWV 739     | Wie schön leucht uns der Morgenstern                                     | Orgelwerk (koraalbewerking)     | Orgel                                        | Theo Jellema                                                                                          | Stiftskirche St. Georg, Goslar-Grauhof         | 05:11     | 24 aug 2015      | 7 jul 2017        |
| BWV 715     | Allein Gott in der Höh sei Ehr                                           | Orgelwerk (koraalbewerking)     | Orgel                                        | Bart Jacobs                                                                                           | St.-Bavokerk, Haarlem                          | 02:01     | 22 sep 2016      | 23 jun 2017       |
| BWV 895     | Prelude en fuga in a klein                                               | Klavierwerk                     | Klavecimbel                                  | Kris Verhelst                                                                                         | Antwerpen, België                              | 03:29     | 17 sep 2016      | 16 jun 2017       |
| BWV 730     | Liebster Jesu, wir sind hier                                             | Orgelwerk (koraalbewerking)     | Orgel                                        | Erwin Wiersinga                                                                                       | Stiftskirche St. Georg, Goslar-Grauhof         | 02:22     | 24 aug 2015      | 2 jun 2017        |
| BWV 544     | Prelude en fuga in b klein                                               | Orgelwerk                       | Orgel                                        | Elske te Lindert                                                                                      | Bovenkerk, Kampen                              | 11:51     | 2 okt 2015       | 19 mei 2017       |
| BWV 695     | Fantasia super: Christ lag in Todesbanden                                | Orgelwerk (koraalbewerking)     | Orgel                                        | Dorien Schouten                                                                                       | Bovenkerk, Kampen                              | 04:55     | 1 okt 2015       | 12 mei 2017       |
| BWV 953     | Fuga in C groot                                                          | Klavierwerk                     | Klavecimbel                                  | Pierre Hantaï                                                                                         | Chevreuse, Frankrijk                           | 01:37     | 16 sep 2016      | 28 apr 2017       |
| BWV 622     | O Mensch, bewein dein Sünde gross                                        | Orgelwerk (koraalbewerking)     | Orgel                                        | Erwin Wiersinga                                                                                       | Stiftskirche St. Georg, Goslar-Grauhof         | 06:19     | 25 aug 2015      | 14 apr 2017       |
| BWV 727     | Herzlich tut mich verlangen                                              | Orgelwerk (koraalbewerking)     | Orgel                                        | Matthias Havinga                                                                                      | St.-Bavokerk, Haarlem                          | 02:41     | 21 sep 2016      | 07 apr 2017       |
| BWV 952     | Fuga in C groot                                                          | Klavierwerk                     | Klavecimbel                                  | Pierre Hantaï                                                                                         | Chevreuse, Frankrijk                           | 02:19     | 16 sep 2016      | 31 mrt 2017       |
| BWV 737     | Vater unser im Himmelreich                                               | Orgelwerk (koraalbewerking)     | Orgel                                        | Bart Jacobs                                                                                           | St.-Bavokerk, Haarlem                          | 03:04     | 22 sep 2016      | 24 mrt 2017       |
| BWV 867     | Das wohltemperirte Clavier I nr. 22 Prelude en fuga in bes klein         | Klavierwerk                     | Klavecimbel                                  | Kris Verhelst                                                                                         | Antwerpen, België                              | 05:06     | 17 sep 2016      | 17 mrt 2017       |
| BWV 527     | Sonate nr. 3 in d klein                                                  | Orgelwerk (triosonate)          | Orgel                                        | Matthias Havinga                                                                                      | St.-Bavokerk, Haarlem                          | 16:59     | 21 sep 2016      | 10 mrt 2017       |
| BWV 766     | Partite diverse sopra: Christ, der du bist der helle Tag                 | Orgelwerk (koraalpartita)       | Orgel                                        | Theo Jellema                                                                                          | Stiftskirche St. Georg, Goslar-Grauhof         | 11:09     | 24 aug 2015      | 17 feb 2017       |
| BWV 864     | Das wohltemperirte Clavier I nr. 19 Prelude en fuga in a groot           | Klavierwerk                     | Klavecimbel                                  | Pierre Hantaï                                                                                         | Chevreuse, Frankrijk                           | 04:11     | 16 sep 2016      | 03 feb 2017       |
| BWV 545     | Prelude en Fuga in C-groot                                               | Orgelwerk                       | Orgel                                        | Bart Jacobs                                                                                           | St.-Bavokerk, Haarlem                          | 06:21     | 22 sep 2016      | 27 jan 2017       |
| BWV 612     | Wir Christenleut                                                         | Orgelwerk (koraalbewerking)     | Orgel                                        | Theo Jellema                                                                                          | Stiftskirche St. Georg, Goslar-Grauhof         | 02:09     | 24 aug 2015      | 13 jan 2017       |
| BWV 770     | Partite diverse sopra: Ach, was soll ich Sünder machen                   | Orgelwerk (koraalpartita)       | Orgel                                        | Elske te Lindert                                                                                      | Bovenkerk, Kampen                              | 14:42     | 2 okt 2015       | 30 dec 2016       |
| BWV 710     | Wir Christenleut                                                         | Orgelwerk (koraalbewerking)     | Orgel                                        | Theo Jellema                                                                                          | Stiftskirche St. Georg, Goslar-Grauhof         | 02:14     | 24 aug 2015      | 24 dec 2016       |
| BWV 700     | Vom Himmel hoch da komm ich her                                          | Orgelwerk (koraalbewerking)     | Orgel                                        | Elske te Lindert                                                                                      | Bovenkerk, Kampen                              | 03:22     | 2 okt 2015       | 23 dec 2016       |
| BWV 869     | Das wohltemperirte Clavier I nr. 22 Prelude en fuga in b klein           | Klavierwerk                     | Klavecimbel                                  | Bob van Asperen                                                                                       | Bennebroek                                     | 13:00     | 21 dec 2015      | 16 dec 2016       |
| BWV 191     | Gloria in excelsis Deo                                                   | Latijnse kerkmuziek             | SSATB, koor en orkest                        | Nederlandse Bachvereniging o.l.v. Jos van Veldhoven                                                   | Grote Kerk, Naarden                            | 14:39     | 17 dec 2015      | 9 dec 2016        |
| BWV 599     | Nun komm der Heiden Heiland                                              | Orgelwerk (koraalbewerking)     | Orgel                                        | Dorien Schouten                                                                                       | Bovenkerk, Kampen                              | 01:12     | 1 okt 2015       | 25 nov 2016       |
| BWV 849     | Das wohltemperirte Clavier I nr. 4 Prelude en fuga in cis klein          | Klavierwerk                     | Klavecimbel                                  | Bertrand Cuiller                                                                                      | Bois le Roi, Frankrijk                         | 06:54     | 15 sep 2016      | 18 nov 2016       |
| BWV 578     | 'Kleine' fuga in g klein                                                 | Orgelwerk                       | Orgel                                        | Dorien Schouten                                                                                       | Bovenkerk, Kampen                              | 03:58     | 1 okt 2015       | 4 nov 2016        |
| BWV 1010    | Cellosuite nr. 4 in Es groot                                             | kamermuziek (solowerk)          | Cello                                        | Bruno Cocset                                                                                          | Koninklijk Theater Carré, Amsterdam            | 23:34     | 27 jun 2016      | 28 okt 2016       |
| BWV 1013    | Partita in a klein                                                       | kamermuziek (solowerk)          | Traverso                                     | Marten Root                                                                                           | Oude Dorpskerk, Bunnik                         | 15:39     | 28 nov 2015      | 14 okt 2016       |
| BWV 1065    | Concert in a klein                                                       | Orkestwerk (klavecimbelconcert) | 4 klavecimbels en orkest                     | Siebe Henstra, Menno van Delft, Pieter-Jan Belder, Tineke Steenbrink en de Nederlandse Bachvereniging | Ottone, Utrecht                                | 09:46     | 16 apr 2016      | 7 okt 2016        |
| BWV 906     | Fantasie en fuga in c klein                                              | Klavierwerk                     | Klavecimbel                                  | Masato Suzuki                                                                                         | Voorburg                                       | 07:15     | 3 dec 2015       | 30 sep 2016       |
| BWV 691     | Wer nur den lieben Gott lässt walten                                     | Orgelwerk                       | Orgel                                        | Dorien Schouten                                                                                       | Bovenkerk, Kampen                              | 01:59     | 1 okt 2015       | 16 sep 2016       |
| BWV 537     | Fantasia and fugue in C minor                                            | Orgelwerk                       | Orgel                                        | Erwin Wiersinga                                                                                       | Stiftskirche St. Georg, Goslar-Grauhof         | 09:47     | 24 aug 2015      | 9 sep 2016        |
| BWV 1004    | Vioolpartita nr. 2 in d klein                                            | Kamermuziek                     | Viool                                        | Shunske Sato                                                                                          | Oude Dorpskerk, Bunnik                         | 29:23     | 28 november 2015 | 2 sep 2016        |
| BWV 847     | Das wohltemperirte Clavier I nr. 2 Prelude en fuga in c klein            | Klavierwerk                     | Klavecimbel                                  | Masato Suzuki                                                                                         | Voorburg                                       | 03:29     | 3 dec 2015       | 26 aug 2016       |
| BWV 741     | Ach Gott, vom Himmel sieh darein                                         | Orgelwerk (koraalbewerking)     | Orgel                                        | Leo van Doeselaar                                                                                     | Sint-Catharinakerk, Hamburg                    | 04:35     | 21 okt 2014      | 19 aug 2016       |
| BWV 588     | Canzona in d klein                                                       | Orgelwerk                       | Orgel                                        | Dorien Schouten                                                                                       | Bovenkerk, Kampen                              | 06:43     | 1 okt 2015       | 12 aug 2016       |
| BWV 903     | Fantasie en fuga in d klein ‘Chromatische'                               | klavierwerk (solowerk)          | Klavecimbel                                  | Menno van Delft                                                                                       | Concertgebouw, Amsterdam                       | 11:34     | 17 okt 2015      | 5 aug 2016        |
| BWV 642     | Wer nur den lieben Gott lässt walten                                     | Orgelwerk (koraalbewerking)     | Orgel                                        | Dorien Schouten                                                                                       | Bovenkerk, Kampen                              | 01:32     | 1 okt 2015       | 22 jul 2016       |
| BWV 1016    | Sonate in E groot                                                        | kamermuziek (vioolsonate)       | Viool en klavecimbel                         | Shunske Sato en Menno van Delft                                                                       | Concertgebouw, Amsterdam                       | 15:58     | 17 oktober 2015  | 15 jul 2016       |
| BWV 726     | Herr Jesu Christ, dich zu uns wend                                       | Orgelwerk (koraalbewerking)     | Orgel                                        | Leo van Doeselaar                                                                                     | Sint-Catharinakerk, Hamburg                    | 01:08     | 21 okt 2014      | 8 jul 2016        |
| BWV 583     | Trio in d klein                                                          | Orgelwerk                       | Orgel                                        | Dorien Schouten                                                                                       | Bovenkerk, Kampen                              | 05:21     | 1 okt 2015       | 24 jun 2016       |
| BWV 1030    | Sonate in b klein                                                        | Kamermuziek                     | Fluit en klavecimbel                         | Marten Root en Menno van Delft                                                                        | Concertgebouw, Amsterdam                       | 18:29     | 17 okt 2015      | 17 jun 2016       |
| BWV 720     | Ein feste Burg ist unser Gott                                            | Orgelwerk (koraalbewerking)     | Orgel                                        | Theo Jellema                                                                                          | Stiftskirche St. Georg, Goslar-Grauhof         | 04:10     | 24 aug 2015      | 10 jun 2016       |
| BWV 575     | Fuga in c klein                                                          | Orgelwerk                       | Orgel                                        | Erwin Wiersinga                                                                                       | Stiftskirche St. Georg, Goslar-Grauhof         | 04:28     | 24 aug 2015      | 27 mei 2016       |
| BWV 579     | Fuga in b klein                                                          | Orgelwerk                       | Orgel                                        | Leo van Doeselaar                                                                                     | Sint-Catharinakerk, Hamburg                    | 04:47     | 21 okt 2014      | 20 mei 2016       |
| BWV 595     | Concert in C groot                                                       | Orgelwerk (concert)             | Orgel                                        | Elske te Lindert                                                                                      | Bovenkerk, Kampen                              | 04:24     | 1 okt 2015       | 13 mei 2016       |
| BWV 533     | Prelude en fuga in e klein                                               | Orgelwerk                       | Orgel                                        | Dorien Schouten                                                                                       | Bovenkerk, Kampen                              | 04:21     | 1 okt 2015       | 29 apr 2016       |
| BWV 772-786 | 15 inventies                                                             | klavierwerk (solowerk)          | Klavecimbel                                  | Meerdere                                                                                              | Ottone, Utrecht                                | 25:32     | 16 april 2016    | 22 apr 2016       |
| BWV 894     | Prelude en fuga in a klein                                               | Klavierwerk                     | Klavecimbel                                  | Menno van Delft                                                                                       | Concertgebouw, Amsterdam                       | 11:16     | 17 okt 2015      | 15 apr 2016       |
| BWV 731     | Liebster Jesu, wir sind hier                                             | Orgelwerk                       | Orgel                                        | Erwin Wiersinga                                                                                       | Stiftskirche St. Georg, Goslar-Grauhof         | 03:05     | 25 aug 2015      | 8 apr 2016        |
| BWV 1028    | Sonate voor gamba in D groot                                             | Kamermuziek                     | Viola da gamba                               | Mieneke van der Velden                                                                                | Paushuize, Utrecht                             | 16:01     | 1 mrt 2014       | 1 apr 2016        |
| BWV 656     | O Lamm Gottes, unschuldig                                                | Orgelwerk                       | Orgel                                        | Wolfgang Zerer                                                                                        | Sint-Catharinakerk, Hamburg                    | 06:52     | 20 okt 2014      | 25 mrt 2016       |
| BWV 735     | Fantasia super: Valet will ich dir geben                                 | Orgelwerk                       | Orgel                                        | Erwin Wiersinga                                                                                       | Stiftskirche St. Georg, Goslar-Grauhof         | 04:28     | 25 aug 2015      | 18 mrt 2016       |
| BWV 933-938 | Zes kleine preludes                                                      | Klavierwerk                     | Klavecimbel                                  | Benjamin Alard                                                                                        | Paushuize, Utrecht                             | 12:54     | 01 mrt 2015      | 11 mrt 2016       |
| BWV 740     | Wir glauben all an einen Gott, Vater                                     | Orgelwerk                       | Orgel                                        | Theo Jellema                                                                                          | Stiftskirche St. Georg, Goslar-Grauhof         | 06:07     | 26 aug 2015      | 26 feb 2016       |
| BWV 651     | Fantasia super: Komm, Heiliger Geist, Herre Gott                         | Orgelwerk                       | Orgel                                        | Leo van Doeselaar                                                                                     | Sint-Catharinakerk, Hamburg                    | 07:19     | 21 okt 2014      | 19 feb 2016       |
| BWV 861     | Das Wohltemperirte Clavier I nr. 16 in g klein                           | Klavierwerk                     | Klavecimbel                                  | Benjamin Alard                                                                                        | Parijs                                         | 04:48     | 18 aug 2015      | 12 feb 2016       |
| BWV 734     | Nun freut euch, lieben Christen g'mein                                   | Orgelwerk                       | Orgel                                        | Erwin Wiersinga                                                                                       | Stiftskirche St. Georg, Goslar-Grauhof         | 02:42     | 25 aug 2015      | 5 feb 2016        |
| BWV 615     | In dir ist Freude                                                        | Orgelwerk                       | Orgel                                        | Theo Jellema                                                                                          | Stiftskirche St. Georg, Goslar-Grauhof         | 03:17     | 26 aug 2015      | 22 jan 2016       |
| BWV 736     | Valet will ich dir geben                                                 | Orgelwerk                       | Orgel                                        | Wolfgang Zerer                                                                                        | Sint-Catharinakerk, Hamburg                    | 04:09     | 21 okt 2014      | 15 jan 2016       |
| BWV 855     | Das Wohltemperirte Clavier I nr. 10 in e klein                           | Klavierwerk                     | Klavecimbel                                  | Frédérick Haas                                                                                        | Brussel                                        | 03:41     | 17 aug 2015      | 1 jan 2016        |
| BWV 1042    | Vioolconcert in E groot                                                  | Orkestwerk (vioolconcert)       | Viool en orkest                              | Shunske Sato                                                                                          | Felix Meritis, Amsterdam                       | 16:18     | 19 mei 2015      | 25 dec 2015       |
| BWV 572     | Fantasie in G groot (Pièce d’Orgue)                                      | Orgelwerk                       | Orgel                                        | Leo van Doeselaar                                                                                     | Sint-Catharinakerk, Hamburg                    | 09:21     | 21 okt 2014      | 18 dec 2015       |
| BWV 676     | Allein Gott in der Höh sei Ehr                                           | Orgelwerk                       | Orgel                                        | Leo van Doeselaar                                                                                     | Sint-Catharinakerk, Hamburg                    | 05:28     | 21 okt 2014      | 11 dec 2015       |
| BWV 1067    | Ouverture in b klein                                                     | Orkestwerk                      | Orkest                                       | Nederlandse Bachvereniging o.l.v. Shunske Sato                                                        | TivoliVredenburg, Utrecht                      | 20:08     | 30 nov 2014      | 27 nov 2015       |
| BWV 665     | Jesus Christus, unser Heiland                                            | Orgelwerk                       | Orgel                                        | Leo van Doeselaar                                                                                     | Sint-Catharinakerk, Hamburg                    | 03:57     | 21 okt 2014      | 20 nov 2015       |
| BWV 646     | Wo soll ich fliehen hin oder Auf meinen lieben Gott                      | Orgelwerk                       | Orgel                                        | Wolfgang Zerer                                                                                        | Sint-Catharinakerk, Hamburg                    | 02:04     | 21 okt 2014      | 13 nov 2015       |
| BWV 913     | Toccata in d klein                                                       | Klavierwerk                     | Klavecimbel                                  | Siebe Henstra                                                                                         | Felix Meritis, Amsterdam                       | 13:05     | 19 mei 2015      | 6 nov 2015        |
| BWV 709     | Herr Jesu Christ, dich zu uns wend                                       | Orgelwerk                       | Orgel                                        | Leo van Doeselaar                                                                                     | Sint-Catharinakerk, Hamburg                    | 03:26     | 21 okt 2014      | 23 okt 2015       |
| BWV 645     | Wachet auf, ruft uns die Stimme                                          | Orgelwerk                       | Orgel                                        | Wolfgang Zerer                                                                                        | Sint-Catharinakerk, Hamburg                    | 04:14     | 21 okt 2014      | 16 okt 2015       |
| BWV 655     | Trio super: Herr Jesu Christ, dich zu uns wend                           | Orgelwerk                       | Orgel                                        | Leo van Doeselaar                                                                                     | Sint-Catharinakerk, Hamburg                    | 04:01     | 21 okt 2014      | 9 okt 2015        |
| BWV 1049    | 'Brandenburgs' concert nr. 4 in G groot                                  | Orkestwerk                      | Orkest                                       | Nederlandse Bachvereniging o.l.v. Shunske Sato                                                        | Felix Meritis, Amsterdam                       | 15:10     | 19 mei 2015      | 2 okt 2015        |
| BWV 1105    | Jesu, meine Freude                                                       | Orgelwerk                       | Orgel                                        | Leo van Doeselaar                                                                                     | Waalse Kerk, Amsterdam                         | 02:10     | 23 jun 2014      | 25 sep 2015       |
| BWV 525     | Sonate nr. 1 in Es groot                                                 | Orgelwerk                       | Orgel                                        | Wolfgang Zerer                                                                                        | Sint-Catharinakerk, Hamburg                    | 15:09     | 21 okt 2014      | 18 sep 2015       |
| BWV 689     | Fuga super: Jesus Christus unser Heiland                                 | Orgelwerk                       | Orgel                                        | Leo van Doeselaar                                                                                     | Sint-Catharinakerk, Hamburg                    | 04:41     | 21 okt 2014      | 11 sep 2015       |
| BWV 687     | Aus tiefer Not schrei ich zu dir                                         | Orgelwerk                       | Orgel                                        | Reitze Smits                                                                                          | Grote of Jacobijnerkerk, Leeuwarden            | 06:57     | 16 sep 2014      | 28 aug 2015       |
| BWV 596     | Concert in d klein                                                       | Orgelwerk                       | Orgel                                        | Leo van Doeselaar                                                                                     | Sint-Catharinakerk, Hamburg                    | 11:11     | 21 okt 2014      | 21 aug 2015       |
| BWV 672     | Kyrie, Gott Vater; Christe, aller Welt Trost; Kyrie, Gott heiliger Geist | Orgelwerk                       | Orgel                                        | Reitze Smits                                                                                          | Grote of Jacobijnerkerk, Leeuwarden            | 04:10     | 16 sep 2014      | 7 aug 2015        |
| BWV 666     | Jesus Christus, unser Heiland                                            | Orgelwerk                       | Orgel                                        | Leo van Doeselaar                                                                                     | Waalse Kerk, Amsterdam                         | 03:53     | 23 jun 2014      | 31 jul 2015       |
| BWV 1038    | Triosonate in G groot                                                    | Kamermuziek                     | Traverso, Viool, Viola da gamba, Klavecimbel | Marten Root, Shunske Sato, Mieneke van der Velden, Benjamin Alard                                     | Paushuize, Utrecht                             | 01:18     | 16 sep 2014      | 24 jul 2015       |
| BWV 677     | Fughetta super: Allein Gott in der Höh sei Ehr                           | Orgelwerk                       | Orgel                                        | Reitze Smits                                                                                          | Grote of Jacobijnerkerk, Leeuwarden            | 01:16     | 16 sep 2014      | 17 jul 2015       |
| BWV 639     | Ich ruf zu dir, Herr Jesu Christ                                         | Orgelwerk                       | Orgel                                        | Leo van Doeselaar                                                                                     | Sint-Catharinakerk, Hamburg                    | 02:53     | 21 okt 2014      | 3 jul 2015        |
| BWV 539     | Prelude en fuga in d klein                                               | Orgelwerk                       | Orgel                                        | Reitze Smits                                                                                          | Grote of Jacobijnerkerk, Leeuwarden            | 07:36     | 16 sep 2014      | 26 jun 2015       |
| BWV 685     | Christ, unser Herr, zum Jordan kam                                       | Orgelwerk                       | Orgel                                        | Leo van Doeselaar                                                                                     | Waalse Kerk, Amsterdam                         | 01:34     | 23 jun 2014      | 19 jun 2015       |
| BWV 939-943 | Vijf kleine preludes                                                     | Klavierwerk                     | Klavecimbel                                  | Benjamin Alard                                                                                        | Paushuize, Utrecht                             | 04:56     | 01 mrt 2015      | 12 juni 2015      |
| BWV 675     | Allein Gott in der Höh sei Ehr                                           | Orgelwerk                       | Orgel                                        | Reitze Smits                                                                                          | Grote of Jacobijnerkerk, Leeuwarden            | 03:24     | 16 sep 2014      | 5 juni 2015       |
| BWV 805     | Duet nr. 4 in a klein                                                    | Orgelwerk                       | Orgel                                        | Leo van Doeselaar                                                                                     | Waalse Kerk, Amsterdam                         | 03:46     | 23 jun 2014      | 29 mei 2015       |
| BWV 694     | Wo soll ich fliegen hin                                                  | Orgelwerk                       | Orgel                                        | Leo van Doeselaar                                                                                     | Waalse Kerk, Amsterdam                         | 04:16     | 23 jun 2014      | 15 mei 2015       |
| BWV 564     | Toccata, Adagio en Fuga in C groot                                       | Orgelwerk                       | Orgel                                        | Reitze Smits                                                                                          | Grote of Jacobijnerkerk, Leeuwarden            | 15:46     | 16 sep 2014      | 8 mei 2015        |
| BWV 688     | Jesus Christus, unser Heiland                                            | Orgelwerk                       | Orgel                                        | Reitze Smits                                                                                          | Grote of Jacobijnerkerk, Leeuwarden            | 04:17     | 16 sep 2014      | 24 apr 2015       |
| BWV 683     | Vater unser im Himmelreich                                               | Orgelwerk                       | Orgel                                        | Leo van Doeselaar                                                                                     | Waalse Kerk, Amsterdam                         | 01:37     | 23 jun 2014      | 17 apr 2015       |
| BWV 244     | Matthäus Passion                                                         | Passie                          | SATB, koor en orkest                         | Nederlandse Bachvereniging o.l.v. Jos van Veldhoven                                                   | Grote Kerk, Naarden                            | 02:45:11  | 19 apr 2014      | 3 apr 2015        |
| BWV 679     | Fughetta super: Dies sind die heil'gen zehn Gebot                        | Orgelwerk                       | Orgel                                        | Leo van Doeselaar                                                                                     | Waalse Kerk, Amsterdam                         | 02:17     | 23 jun 2014      | 27 mrt 2015       |
| BWV 548     | Prelude en fuga in e klein                                               | Orgelwerk                       | Orgel                                        | Reitze Smits                                                                                          | Grote of Jacobijnerkerk, Leeuwarden            | 14:36     | 16 sep 2014      | 20 mrt 2015       |
| BWV 592     | Concert in G groot                                                       | Orgelwerk                       | Orgel                                        | Leo van Doeselaar                                                                                     | Waalse Kerk, Amsterdam                         | 07:33     | 23 jun 2014      | 13 mrt 2015       |
| BWV 1066    | Suite voor orkest nr. 1 in C groot                                       | Orkestwerk                      | Orkest                                       | Nederlandse Bachvereniging o.l.v. Shunske Sato                                                        | TivoliVredenburg, Utrecht                      | 21:48     | 30 nov 2014      | 6 mrt 2015        |
| BWV 678     | Dies sind die heil'gen zehn Gebot                                        | Orgelwerk                       | Orgel                                        | Reitze Smits                                                                                          | Grote of Jacobijnerkerk, Leeuwarden            | 06:04     | 16 sep 2014      | 27 feb 2015       |
| BWV 852     | Das Wohltemperirte Clavier I nr. 7 in Es groot                           | Klavierwerk                     | Klavecimbel                                  | Pieter-Jan Belder                                                                                     | Arnhem                                         | 07:04     | 19 dec 2014      | 13 feb 2015       |
| BWV 681     | Fughetta super: Wir glauben all an einen Gott                            | Orgelwerk                       | Orgel                                        | Leo van Doeselaar                                                                                     | Waalse Kerk, Amsterdam                         | 01:26     | 23 jun 2014      | 6 feb 2015        |
| BWV 526     | Sonate nr. 2 in c klein                                                  | Orgelwerk                       | Orgel                                        | Bernard Winsemius                                                                                     | Waalse Kerk, Amsterdam                         | 12:22     | 25 jun 2014      | 30 jan 2015       |
| BWV 661     | Nun komm, der Heiden Heiland                                             | Orgelwerk                       | Orgel                                        | Leo van Doeselaar                                                                                     | Waalse Kerk, Amsterdam                         | 03:24     | 23 jun 2014      | 16 jan 2015       |
| BWV 660     | Trio super: Nun komm, der Heiden Heiland                                 | Orgelwerk                       | Orgel                                        | Leo van Doeselaar                                                                                     | Waalse Kerk, Amsterdam                         | 03:17     | 23 jun 2014      | 9 jan 2015        |
| BWV 659     | Nun komm, der Heiden Heiland                                             | Orgelwerk                       | Orgel                                        | Leo van Doeselaar                                                                                     | Waalse Kerk, Amsterdam                         | 04:50     | 23 jun 2014      | 2 jan 2015        |
| BWV 769a    | Canonische Veränderungen über: Vom Himmel hoch da komm ich her           | Orgelwerk                       | Orgel                                        | Bernard Winsemius                                                                                     | Waalse Kerk, Amsterdam                         | 13:51     | 25 jun 2014      | 26 dec 2014       |
| BWV 538     | Toccata en fuga in d klein "Dorische"                                    | Orgelwerk                       | Orgel                                        | Leo van Doeselaar                                                                                     | Waalse Kerk, Amsterdam                         | 13:49     | 23 jun 2014      | 12 dec 2014       |
| BWV 1007    | Cellosuite nr. 1 in g groot                                              | Kamermuziek                     | Cello                                        | Lucia Swarts                                                                                          | Rijksmuseum, Amsterdam                         | 18:14     | 30 jun 2014      | 28 nov 2014       |
| BWV 535     | Prelude en fuga in g klein                                               | Orgelwerk                       | Orgel                                        | Leo van Doeselaar                                                                                     | Waalse Kerk, Amsterdam                         | 07:41     | 23 jun 2014      | 21 nov 2014       |
| BWV 541     | Prelude en fuga in g groot                                               | Orgelwerk                       | Orgel                                        | Bernard Winsemius                                                                                     | Waalse Kerk, Amsterdam                         | 07:59     | 25 jun 2014      | 7 nov 2014        |
| BWV 664     | Allein Gott in der Höh sei Ehr                                           | Orgelwerk                       | Orgel                                        | Reitze Smits                                                                                          | Lutherse Kerk, Den Haag                        | 05:36     | 29 nov 2013      | 24 okt 2014       |
| BWV 663     | Allein Gott in der Höh sei Ehr                                           | Orgelwerk                       | Orgel                                        | Reitze Smits                                                                                          | Lutherse Kerk, Den Haag                        | 07:01     | 29 nov 2013      | 10 okt 2014       |
| BWV 721     | Erbarm dich mein, o Herre Gott                                           | Orgelwerk                       | Orgel                                        | Leo van Doeselaar                                                                                     | Martinikerk, Groningen                         | 04:41     | 8 okt 2013       | 19 sep 2014       |
| BWV 637     | Durch Adams Fall ist ganz verderbt                                       | Orgelwerk                       | Orgel                                        | Leo van Doeselaar                                                                                     | Martinikerk, Groningen                         | 01:59     | 8 okt 2013       | 5 sep 2014        |
| BWV 582     | Passacaglia in c klein                                                   | Orgelwerk                       | Orgel                                        | Reitze Smits                                                                                          | Lutherse Kerk, Den Haag                        | 12:45     | 29 nov 2013      | 29 aug 2014       |
| BWV 718     | Christ lag in Todesbanden                                                | Orgelwerk                       | Orgel                                        | Leo van Doeselaar                                                                                     | Martinikerk, Groningen                         | 05:22     | 8 okt 2013       | 22 aug 2014       |
| BWV 846     | Das Wohltemperirte Clavier I nr. 1 in c groot                            | Klavierwerk                     | Klavecimbel                                  | Siebe Henstra                                                                                         | Bussum                                         | 04:49     | 13 sep 2013      | 15 aug 2014       |
| BWV 653     | An Wasserflüssen Babylon                                                 | Orgelwerk                       | Orgel                                        | Leo van Doeselaar                                                                                     | Martinikerk, Groningen                         | 05:57     | 8 okt 2013       | 8 aug 2014        |
| BWV 684     | Christ, unser Herr, zum Jordan kam                                       | Orgelwerk                       | Orgel                                        | Reitze Smits                                                                                          | Lutherse Kerk, Den Haag                        | 04:47     | 29 nov 2013      | 25 jul 2014       |
| BWV 768     | Partite diverse sopra 'Sei gegrüsset, Jesu gütig'                        | Orgelwerk                       | Orgel                                        | Leo van Doeselaar                                                                                     | Martinikerk, Groningen                         | 21:25     | 8 okt 2013       | 18 jul 2014       |
| BWV 662     | Allein Gott in der Höh sei Ehr                                           | Orgelwerk                       | Orgel                                        | Reitze Smits                                                                                          | Lutherse Kerk, Den Haag                        | 08:51     | 29 nov 2013      | 11 jul 2014       |
| BWV 680     | Wir glauben all an einen Gott                                            | Orgelwerk                       | Orgel                                        | Reitze Smits                                                                                          | Lutherse Kerk, Den Haag                        | 03:31     | 29 nov 2013      | 27 jun 2014       |
| BWV 542     | Fantasia en fuga in g klein                                              | Orgelwerk                       | Orgel                                        | Leo van Doeselaar                                                                                     | Martinikerk, Groningen                         | 12:44     | 8 okt 2013       | 20 jun 2014       |
| BWV 851     | Das Wohltemperirte Clavier I nr. 6 in d klein                            | Klavierwerk                     | Klavecimbel                                  | Tineke Steenbrink                                                                                     | Utrecht                                        | 04:55     | 26 feb 2014      | 6 jun 2014        |
| BWV 617     | Herr Gott, nun schleuss den Himmel auf                                   | Orgelwerk                       | Orgel                                        | Leo van Doeselaar                                                                                     | Martinikerk, Groningen                         | 03:03     | 8 okt 2013       | 30 mei 2014       |
| BWV 682     | Vater unser im Himmelreich                                               | Orgelwerk                       | Orgel                                        | Reitze Smits                                                                                          | Lutherse Kerk, Den Haag                        | 09:22     | 29 nov 2013      | 16 mei 2014       |
| BWV 857     | Das Wohltemperirte Clavier I nr. 12 in f klein                           | Klavierwerk                     | Klavecimbel                                  | Pieter Dirksen                                                                                        | Culemborg                                      | 07:34     | 10 jan 2014      | 9 mei 2014        |
| BWV 565     | Toccata en fuga in d klein                                               | Orgelwerk                       | Orgel                                        | Leo van Doeselaar                                                                                     | Martinikerk, Groningen                         | 09:09     | 8 okt 2013       | 2 mei 2014        |
| BWV 593     | Concert voor orgel in a klein (naar Vivaldi)                             | Orgelwerk                       | Orgel                                        | Reitze Smits                                                                                          | Lutherse Kerk, Den Haag                        | 11:50     | 29 nov 2013      | 2 mei 2014        |
| BWV 858     | Das wohltemperirte Clavier I nr. 13 in fis groot                         | Klavierwerk                     | Klavecimbel                                  | Menno van Delft                                                                                       | Amsterdam                                      | 04:26     | 13 sep 2013      | 2 mei 2014        |

## Musici
Onderstaand een lijst van dirigenten en musici met een solo partij. Namen van koorleden, orkestleden, registranten en technici zijn te vinden in de sectie 'Gegevens over deze uitvoering' op de All of Bach website, bij de betreffende uitvoering. Basso continuo partijen zijn niet opgenomen in deze lijst.

### Dirigenten
- Alfredo Bernardini
- Fabio Bonizzoni
- Sigiswald Kuijken
- Stephan MacLeod
- Lars Ulrik Mortensen
- Hans-Christoph Rademann
- Shunske Sato, artistiek leider van de Nederlandse Bachvereniging
- Jos van Veldhoven, tot 31 maart 2018 dirigent en muzikaal leider van de Nederlandse Bachvereniging

### Orgel
- Leo van Doeselaar
- Matthias Havinga
- Bart Jacobs
- Theo Jellema
- Dorien Schouten
- Reitze Smits
- Erwin Wiersinga
- Bernard Winsemius
- Wolfgang Zerer
- Elske te Lindert

### Klavecimbel
- Menno van Delft
- Pieter Dirksen
- Siebe Henstra
- Tineke Steenbrink
- Benjamin Alard
- Jean Rondeau

#### Uitvoerenden van de 15 Inventies
| Naam            | Inventie             |
| --------------- | -------------------- |
| Anna Kuvshinov  | BWV 772 in C groot   |
| Kanji Daito     | BWV 773 in c klein   |
| David Zielman   | BWV 774 in D groot   |
| Kanji Daito     | BWV 775 in d klein   |
| Evander Eijsink | BWV 776 in Es groot  |
| Johannes Asfaw  | BWV 777 in E groot   |
| Peiting Xue     | BWV 778 in e klein   |
| Frank Monster   | BWV 779 in F groot   |
| Anna Kuvshinov  | BWV 780 in f klein   |
| Peiting Xue     | BWV 781 in G groot   |
| Johannes Asfaw  | BWV 782 in g klein   |
| Peiting Xue     | BWV 783 in A groot   |
| Anna Kuvshinov  | BWV 784 in a klein   |
| Frank Monster   | BWV 785 in Bes groot |
| Domonkos Hegyi  | BWV 786 in b klein   |

### Vocale solisten
- Maarten Engeltjes, countertenor
- Thomas Bauer, bas
- Maria Keohane, sopraan
- Damien Guillon, alt
- Benjamin Hulett, tenor
- Christian Immler, bas
- Valerio Contaldo, tenor
- Lionel Meunier, bas
- Zsuzsi Tóth, sopraan
- Barnabás Hegyi, alt
- Nicholas Mulroy, tenor
- Peter Harvey, bas
- Julia Doyle, sopraan
- Markus Schäfer, tenor
- Lauren Armishaw, sopraan
- Tim Mead, alt
- Jan Kobow, tenor
- Dominik Wörner, bas
- Alex Potter, alt
- Thomas Hobbs, tenor
- Peter Kooij, bas

### Cello
- Lucia Swarts
- Bruno Cocset

### Viola da gamba
- Mieneke van der Velden

### Hobo
- Martin Stadler

### Traverso
- Marten Root

### Viool
- Shunske Sato

## Gebruikte orgels
- Arp Schnitger, 1692, Martinikerk, Groningen
- Johann Heinrich Hartmann Bätz, 1762, Lutherse Kerk, Den Haag
- Christian Müller, 1734, Waalse Kerk, Amsterdam
- Christian Müller, 1727, Grote of Jacobijnerkerk, Leeuwarden
- Verschillende bouwers van de 15de tot de 19de eeuw. Verwoest in 1943, wederopbouw door Flentrop 2007-2013[3], Sint-Catharinakerk, Hamburg, Duitsland
- Christian Müller, 1735-1738, Grote of Sint-Bavokerk, Haarlem, zie: Hoofdorgel van de Grote of Sint-Bavokerk in Haarlem
- Hoofdorgel: Albertus Antoni Hinsz, 1742, Bovenkerk, Kampen, zie: Orgels van de Bovenkerk (Kampen)
- Koororgel: Firma Reil, 1999, Bovenkerk, Kampen, zie: Orgels van de Bovenkerk (Kampen)

## Locaties
De klavecimbelwerken zijn in veel gevallen bij de klavecinist thuis opgenomen. Verder zijn in de volgende kerken en concertzalen opnames gemaakt:
- Lutherse Kerk, Den Haag
- Martinikerk, Groningen
- Waalse Kerk, Amsterdam
- Koninklijk Concertgebouw, Kleine Zaal, Amsterdam
- Geertekerk, Utrecht
- Grote Kerk, Naarden
- Grote of Jacobijnerkerk, Leeuwarden
- TivoliVredenburg, Utrecht
- Rijksmuseum Amsterdam
- Paushuize, Utrecht
- Sint-Catharinakerk, Hamburg, Duitsland
- Felix Meritis, Amsterdam
- Oostkerk, Middelburg
- Bovenkerk, Kampen